# Cereus stenogonus
Cereus stenogonus är en kaktusväxtart som beskrevs av Karl Moritz Schumann. Cereus stenogonus ingår i släktet Cereus och familjen kaktusväxter. Inga underarter finns listade i Catalogue of Life.

## Bildgalleri

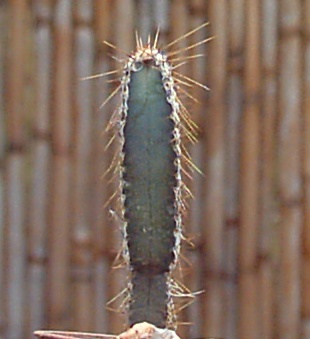